# Cervejaria Webster
A Cervejaria Webster's Brewery (Samuel Webster & Filhos Ltda), foi fundada em 1838 por Samuel Webster e operada na Cervejaria Fountain Head em Halifax, West Riding of Yorkshire, Inglaterra. Webster Green Label, uma Mild Suave, e a Bitter Yorkshire passaram a ter distribuição nacional após a empresa ser adquirida pela Watney Mann, em 1972. Durante a década de 1970 ficou conhecido pelo slogan publicitário: "Drives out the northern thirst" (expulsa a sede do nortista).
A cervejaria foi fechada com a perda de 400 postos de trabalho em 1996. A marca tinha sofrido uma queda no volume de vendas devido o encerramento das ações de marketing após a sua aquisição pela Courage Brewery em 1990. Com o encerramento da cervejaria, as cervejas Webster foram inicialmente fabricadas na Cervejaria John Smith's em Tadcaster antes de se mudar para o Thomas Hardy Cervejaria em Burtonwood em 2004. 

## História

### Origem: 1838-1900

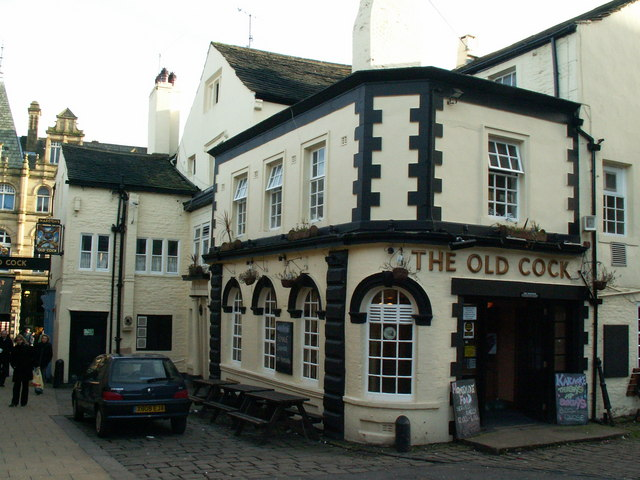
O Galo Velho Inn em Halifax, que data de 1580, foi o bar carro-chefe de Webster.

Samuel Webster (1813-1872) nasceu em Ovenden, uma pequena aldeia a cerca de 2 km do centro da cidade de Halifax. Ele era o mais velho de sete irmãos nascidos em uma família de fazendeiros. Webster adquiriu a pequena cervejaria Fount Head em Ovenden Wood em 1838, quando tinha 25 anos e abriu um escritório em Union Cross Yard, Halifax. A empresa comprou o seu primeiro bar, em 1845. Em 1860, ele se juntou com seus três filhos, Isaac, George Henry e Samuel, e a empresa começou a comercializar como Samuel Webster & Filhos. Samuel Webster morreu em 1872, deixando para seus filhos a administração do negócio. A empresa também importava e vendia vinhos e charutos, além da fabricação de cerveja.

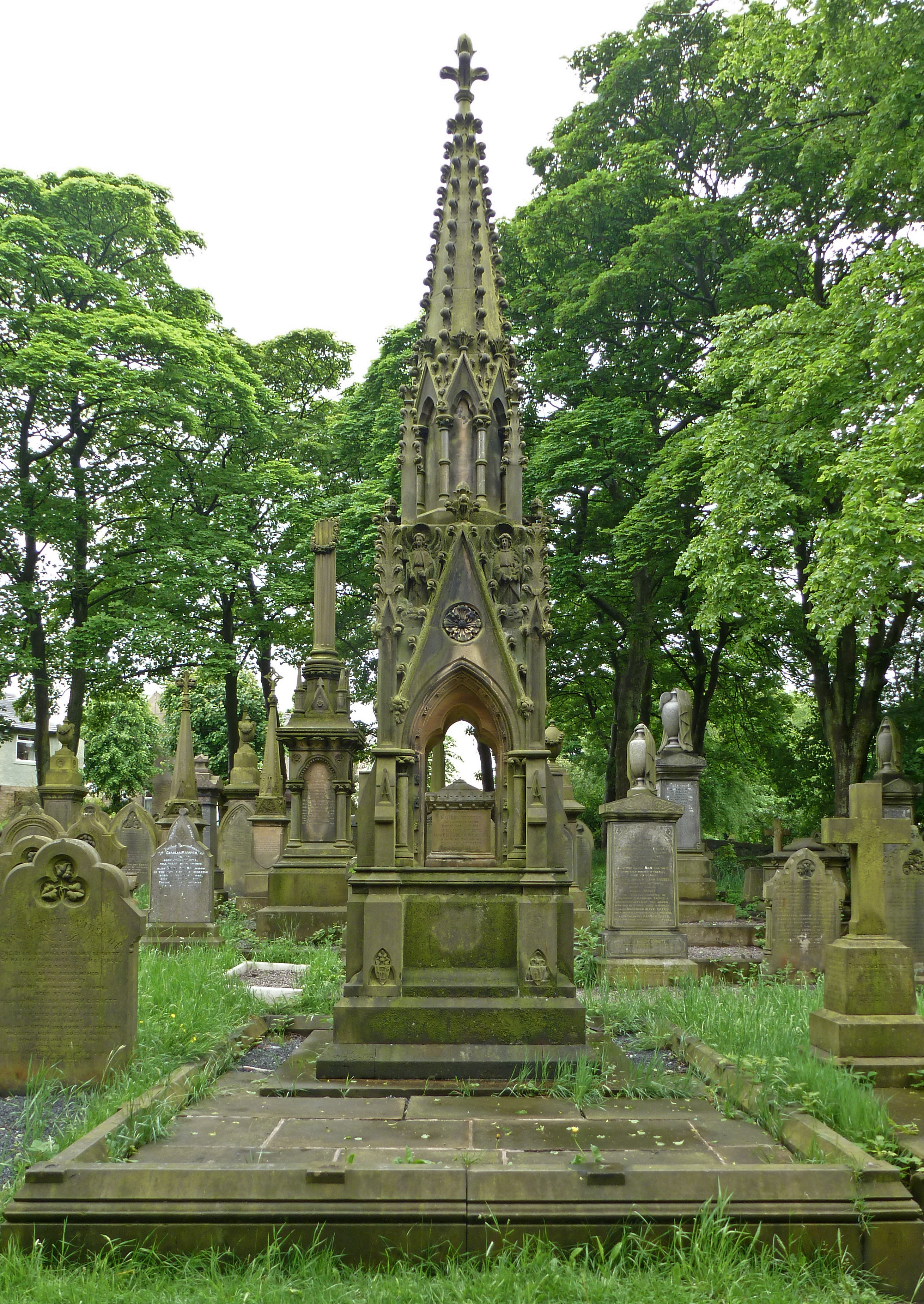
O túmulo de Samuel Webster, perto de Halifax.

Por volta de 1880, a empresa tinha 100 bares. Em 1892, o lucro líquido foi de £20,000 (£2 milhões em 2010). Em 1896, a empresa adquiriu a empresa H E T Ormerod de Brighouse, West Yorkshire, que tem suas origens por volta de 1760. Isaac Webster morreu em 1899, deixando um patrimônio de £87,454 (£9 milhões). Por volta de 1900, o escritório da empresa mudou para 57 Northgate, Halifax.

## Webster Yorkshire Bitter
A cerveja Webster Yorkshire Bitter foi lançada no verão de 1982.  Maior parte de sua distribuição se deu em barril. Por volta de 1984, a Yorkshire Bitter havia se consolidado como uma marca nacional, disponível em mais de vinte mil bares. A cerveja teve algumas críticas, sendo avaliada pelo Good Beer Guide em 1990 como: "fraco aroma, reminiscente de uma cerveja caseira de baixa qualidade, sem graça, enjoativa e com um final desagradável no palato". Em 1993, o %ABV da Yorkshire Bitter foi reduzido de 3,8% para 3,5%  a fim de poupar dinheiro em impostos.